# Dubiaranea vetusta
Dubiaranea vetusta is een spinnensoort uit de familie hangmatspinnen (Linyphiidae). De soort komt voor in Ecuador.